# Carleman-Ungleichung
Die Carleman-Ungleichung, benannt nach dem schwedischen Mathematiker Torsten Carleman, ist eine elementare Ungleichung der Analysis. Sie besagt, dass eine Reihe geometrischer Mittel einer Folge {\displaystyle (a_{k})_{k}} durch ein konstantes Vielfaches der Reihe {\displaystyle \sum a_{k}} von oben beschränkt ist. Genauer besagt sie, dass die eulersche Zahl {\displaystyle e} die kleinste Konstante ist, die als Vielfaches diese Schranke erfüllt.
Die Carleman-Ungleichung wurde erstmals 1923 von Torsten Carleman publiziert.

## Satz

### Aussage
Sei {\displaystyle (a_{k})_{k}=(a_{1},a_{2},a_{3},\ldots )} eine Folge reeller, nicht-negativer Zahlen.
Bezeichne {\displaystyle e} die eulersche Zahl {\displaystyle e\approx 2{,}71828\ldots }. Dann gilt:
{\displaystyle \sum _{k=1}^{\infty }{\sqrt[{k}]{(a_{1}a_{2}\ldots a_{k})}}\leq e\cdot \sum _{k=1}^{\infty }a_{k}~\,}.
Dabei ist {\displaystyle e} die kleinste Zahl, die diese Aussage erfüllt.

### Beweis
Wegen {\displaystyle {\frac {1}{n(n+1)}}={\frac {1}{n}}-{\frac {1}{n+1}}} ist {\displaystyle \sum _{n=k}^{\infty }{\frac {1}{n(n+1)}}={\frac {1}{k}}\quad } (Teleskopsumme)
und aus {\displaystyle {\frac {1}{e^{n}}}<\prod _{k=1}^{n}\left({\frac {k}{k+1}}\right)^{k}=\prod _{k=1}^{n}{\frac {(k+1)k^{k}}{(k+1)^{k+1}}}={\frac {(n+1)!}{(n+1)^{n+1}}}={\frac {n!}{(n+1)^{n}}}} folgt {\displaystyle {\frac {1}{e}}<{\frac {\sqrt[{n}]{n!}}{n+1}}}
{\displaystyle \sum _{k=1}^{\infty }a_{k}=\sum _{k=1}^{\infty }\sum _{n=k}^{\infty }{\frac {1}{n(n+1)}}k\,a_{k}=\sum _{1\leq k\leq n}{\frac {1}{n(n+1)}}k\,a_{k}=\sum _{n=1}^{\infty }{\frac {1}{n+1}}\;{\frac {1}{n}}\sum _{k=1}^{n}k\,a_{k}} und das ist nach der AM-GM-Ungleichung
{\displaystyle \geq \sum _{n=1}^{\infty }{\frac {1}{n+1}}{\sqrt[{n}]{\prod _{k=1}^{n}(k\,a_{k})}}=\sum _{n=1}^{\infty }{\frac {\sqrt[{n}]{n!}}{n+1}}{\sqrt[{n}]{\prod _{k=1}^{n}a_{k}}}\geq {\frac {1}{e}}\sum _{n=1}^{\infty }{\sqrt[{n}]{a_{1}\cdots a_{n}}}\qquad \Box }

## Varianten
Für eine Funktion {\displaystyle f} mit {\displaystyle f\not \equiv 0} gilt folgende kontinuierliche Variante der Carleman-Ungleichung:
{\displaystyle \int _{0}^{\infty }\exp \left({\frac {1}{x}}\int _{0}^{x}\ln f(t)\,dt\right)\,dx<e\cdot \int _{0}^{\infty }f(x)\,dx\,}.